# Граф Бігса — Сміта
Граф Біґґза–Сміта  — 3-регулярний граф зі 102 вершинами і 153 ребрами. Хроматичне число графа дорівнює 3, хроматичний індекс дорівнює 3, радіус дорівнює 7, діаметр — 7, а обхват — 9. Граф є також вершинно 3-зв'язним і реберно 3-зв'язним.
Всі кубічні дистанційно-регулярні графи відомі, граф Бігса — Сміта — один з 13-ти таких графів.

## Алгебричні властивості
Група автоморфізмів графа Бігса — Сміта — це група порядку 2448, ізоморфна група проєктивної групи PSL(2,17). Вона діє транзитивно на вершини і ребра графа, тому граф Бігса — Сміта є симетричним. Граф має автоморфізм, який переводить будь-яку вершину в будь-яку іншу і будь-яке ребро в будь-яке інше ребро. У  списку Фостера  граф Бігса — Сміта, зазначений як F102A і є єдиним симетричним графом зі 102 вершинами.
Граф Бігса — Сміта однозначно визначається за його спектром, множиною власних значень та матрицею суміжності графа.
Характеристичний многочлен графа Бігса — Сміта дорівнює:
{\displaystyle (x-3)(x-2)^{18}x^{17}(x^{2}-x-4)^{9}(x^{3}+3x^{2}-3)^{16}}.

## Галерея

Хроматичне число графа Бігса — Сміта дорівнює 3.
Хроматичний індекс графа Бігса — Сміта дорівнює 3.
Альтернативне графічне подання графа Бігса — Сміта.
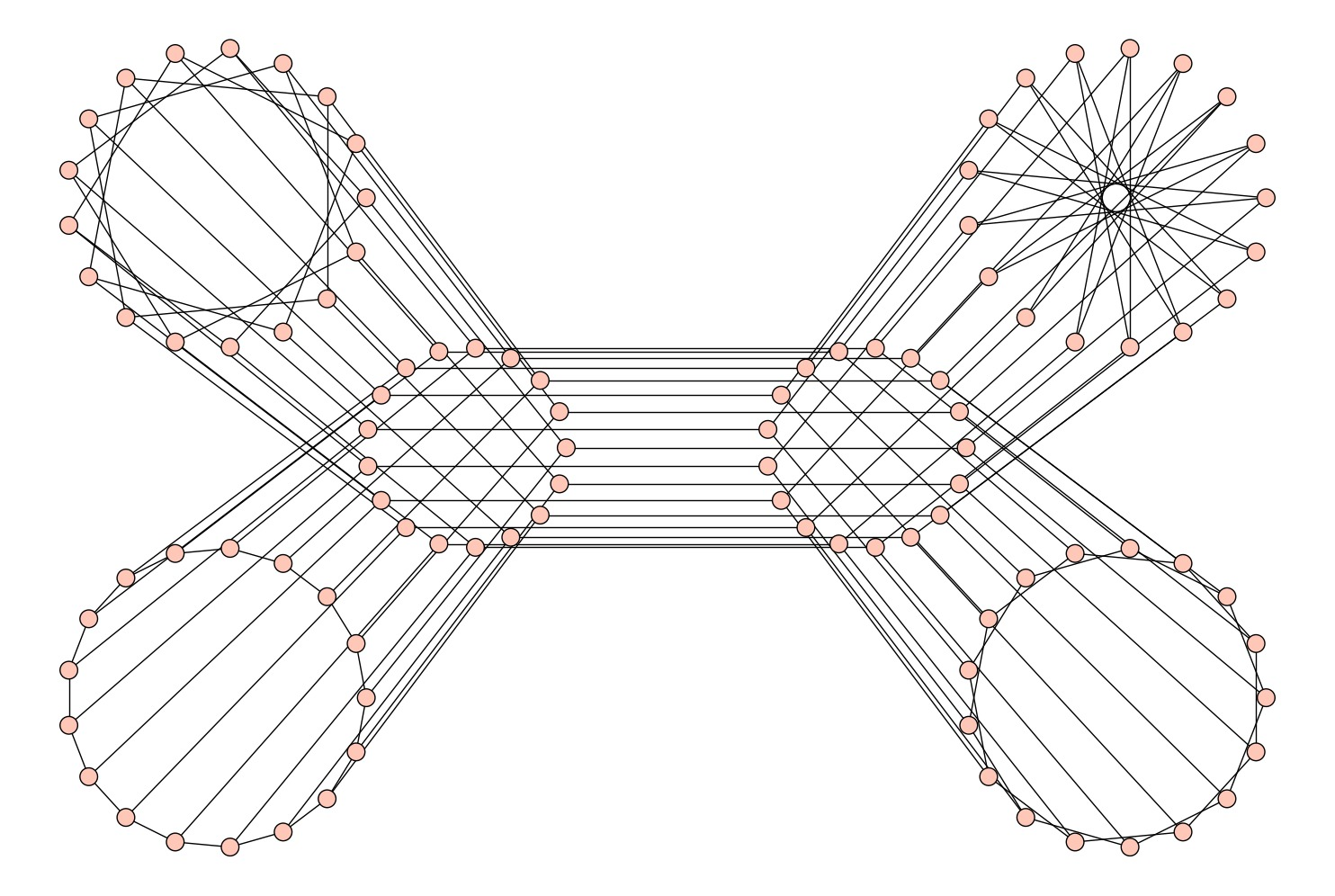
Розклад графа Бігса — Сміта на 6 множин по 17 елементів у кожній.